# إيفانا سخنو
إيفانا سخنو (مواليد 14 نوفمبر 1997) هي ممثلة أوكرانية، أشتهرت لدورها في حافة الهادي:انتفاضة والجاسوس الذي ورطني.

## وصلات خارجية
- إيفانا سخنو على موقع IMDb (الإنجليزية)
- إيفانا سخنو على موقع ميتاكريتيك (الإنجليزية)
- إيفانا سخنو على موقع روتن توميتوز (الإنجليزية)
- إيفانا سخنو على موقع ألو سيني (الفرنسية)
- إيفانا سخنو على موقع قاعدة بيانات الفيلم (الإنجليزية)